# Chelonoidis carbonaria
La tortuga terrestre de patas rojas o tortuga morrocoy de patas rojas (Chelonoidis carbonarius) es una especie de tortuga terrestre nativa de las sabanas y bosques, desde Panamá hasta las Guayanas, Brasil, Paraguay. En Venezuela y Colombia es conocida como morrocoy sabanero (o simplemente morrocoy) y karumbe en Paraguay. Es popular como mascota.
El nombre de la especie a menudo se ha escrito incorrectamente como carbonaria, un error introducido en la década de 1980 cuando Chelonoidis fue elevado a género y tratado erróneamente como hembra, un error reconocido y corregido en 2017.

## Morfología

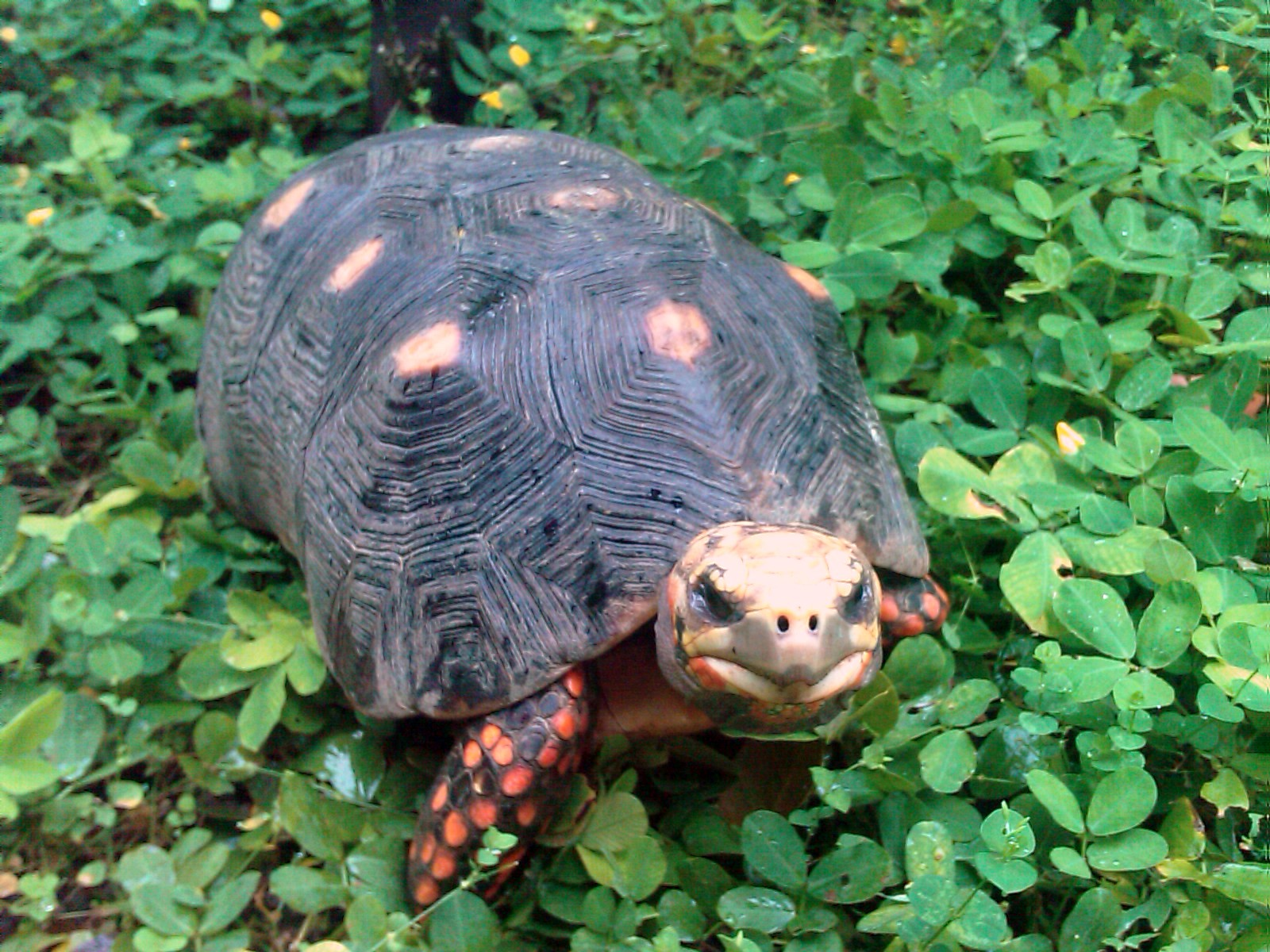
Una tortuga morrocoy de patas rojas en un jardín.

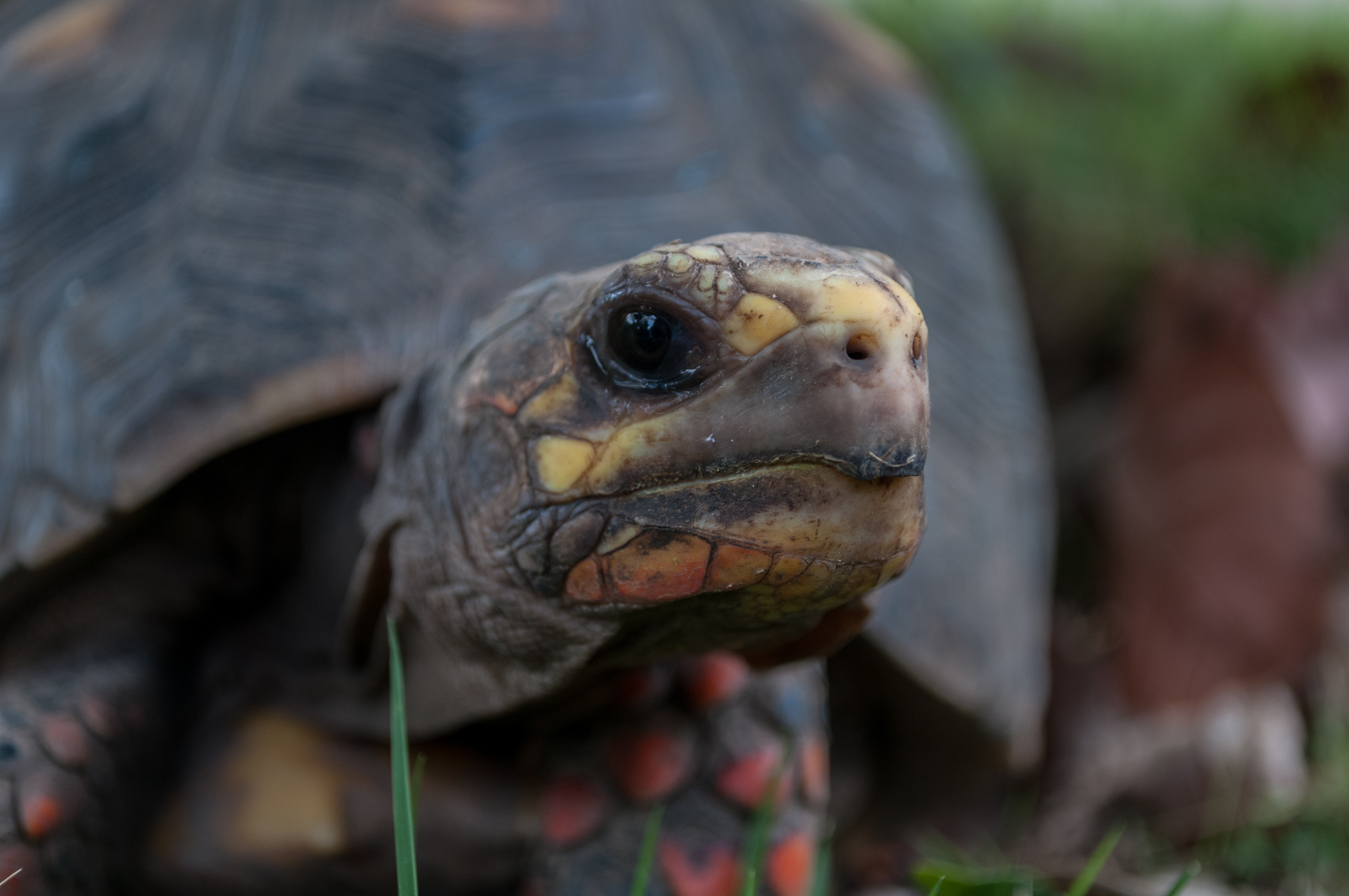
Detalle de la cabeza de una tortuga morrocoy de patas rojas.

La tortuga morrocoy de patas rojas es mucho más pequeña que su vecina, la tortuga morrocoy de patas amarillas (Chelonoidis denticulata). El caparazón es de color negro o pardo oscuro con manchas amarillas-anaranjadas o anaranjadas-rojizas, mide entre 30 y 35 cm de largo, aunque en la variedad del noreste del Brasil alcanza los 40 cm y en Paraguay apenas alcanza entre 20 y 25 cm. 
El plastrón es predominantemente amarillo. En la cabeza y las patas, especialmente las delanteras, tiene manchas rojas o anaranjadas.
El macho es más pequeño que la hembra, sin mencionar que su cola es mucho más grande y su caparazón es más amarillo y hundido en la parte inferior para facilitar el momento del apareamiento.

## Hábitat y distribución
Esta tortuga es diurna, normalmente habita en los bosques secos tropicales y en matas de monte en los países de América del Sur como Colombia, Venezuela, Brasil, las Guayanas, en países de Centroamérica, como Panamá y en algunas islas del Caribe.
Ocupa una serie de hábitats dentro de esta amplia gama.  
Vive en todos los tipos de hábitat de selva y también habita en la sabana, incluidos pastizales resultantes de la ganadería, la tala y quema agrícola. 
La humedad es de alrededor de 60-90 %, la temperatura es constante, de 25-30 °C de día, 15-20 °C durante la noche.

## Comportamiento
La mayoría de las especies de tortugas pasan gran parte del día inactivas, y las tortugas de patas rojas generalmente pasan más del 50% de las horas del día en reposo. Pueden descansar incluso más tiempo después de una comida abundante, siendo comunes los períodos de cinco a diez días. Un espécimen grande parece haber permanecido en la misma posición durante más de un mes. Las tortugas en reposo apenas se mueven, permitiendo que la hojarasca se acumule sobre ellas, y las termitas han construido túneles en los caparazones de las tortugas de patas rojas en reposo.

## Reproducción

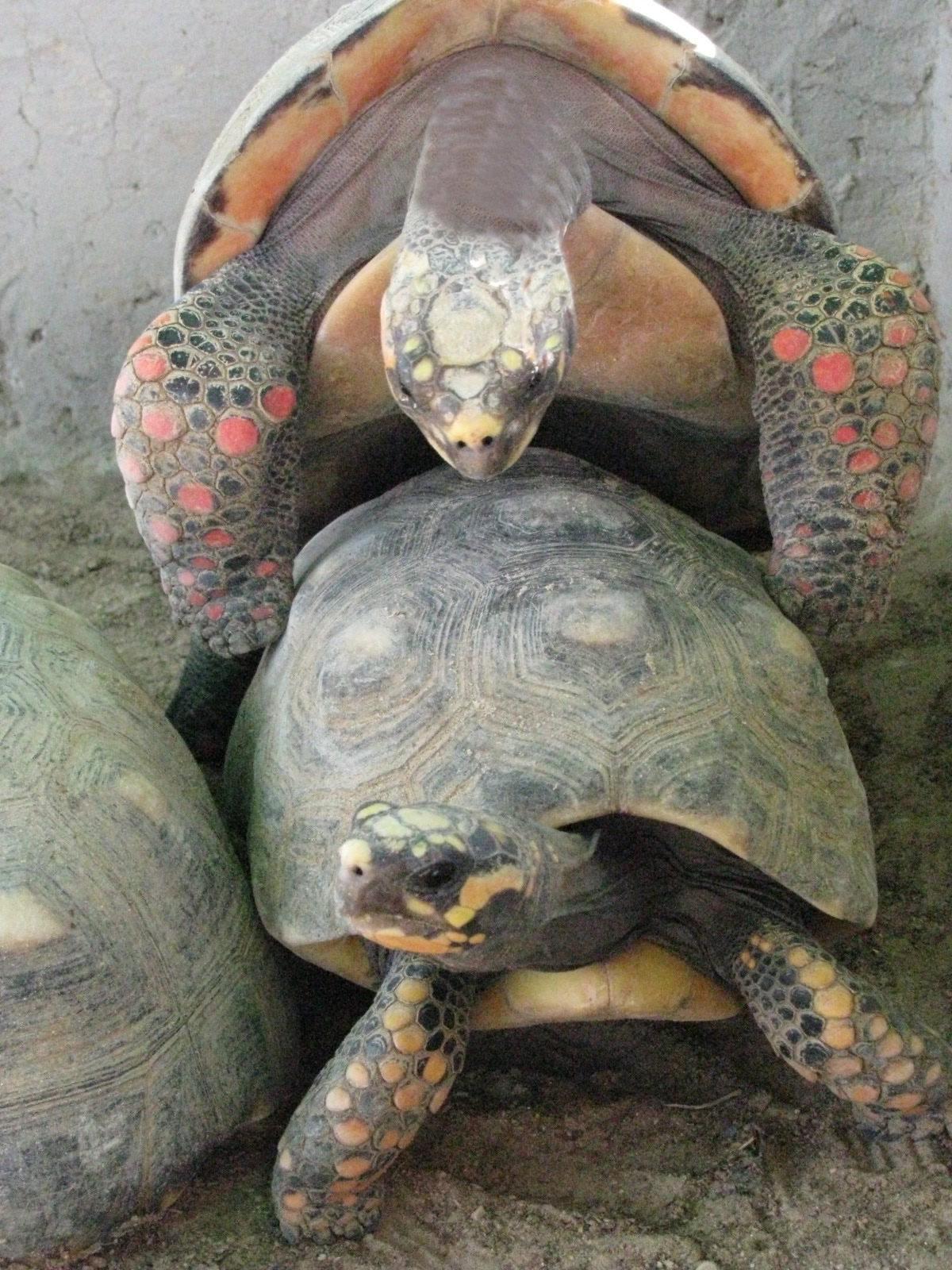
Reproducción de tortugas de patas rojas.

El ritual del cortejo inicia con el macho llamando la atención de la hembra; la golpea con su caparazón para demostrarle que lo tiene duro, el macho puede ser muy insistente con los golpes de caparazón hasta despertar el interés, luego el macho inicia los movimientos con la cabeza; la hembra no mueve la cabeza y el macho se mueve para olerle la cola y luego se produce la monta y el apareamiento; el macho emite un chasquido durante el cortejo y el apareamiento. 
La hembra cava un hoyo de hasta 30 cm para depositar los huevos. En la naturaleza ponen de 5 a 15 huevos y en cautiverio pueden depositar hasta 8 huevos dependiendo de la fertilidad de la hembra, y pueden hacer hasta dos puestas en el año, pero todos los huevos eclosionan en septiembre. 
En cautiverio son capaces de producir huevos en cualquier momento durante el año. 
Por lo general son enterrados en un nido en el suelo. Sin embargo, algunos autores señalan que los locales en Panamá han observado los huevos puestos en la hojarasca en el suelo del bosque. 
Los huevos son alargados (alrededor de 5 cm x 3 cm) y tienen una cáscara frágil, La incubación dura entre 2 a 3 meses. El huevo es amniótico con una membrana (amnios) envolviendo la parte dorsal del embrión en un saco líquido a modo de almohadilla. 
Entre 2 y 3 meses después de la puesta; las crías romperán el huevo con lo que se llama "diente del huevo", luego de salir del cascarón dicho diente se le caerá al cabo de unas horas y no se regenera nunca, puesto que su función es solo para romper el cascarón. Pueden durar algunos días dentro del cascarón y saldrán cuando se sientan seguros. Las crías son redondas y planas, y miden alrededor de 1,5 cm de diámetro. 
Al nacer; tienen en el plastrón un saco vitelino, el cual no se le debe quitar, ellos absorberán el calcio de ese saco para sobrevivir y la bolsa se les caerá por sí sola al cerrar la abertura de alimentación. 
A partir de los 8 años ya se encuentran listos para iniciar el proceso reproductivo.

## Alimentación

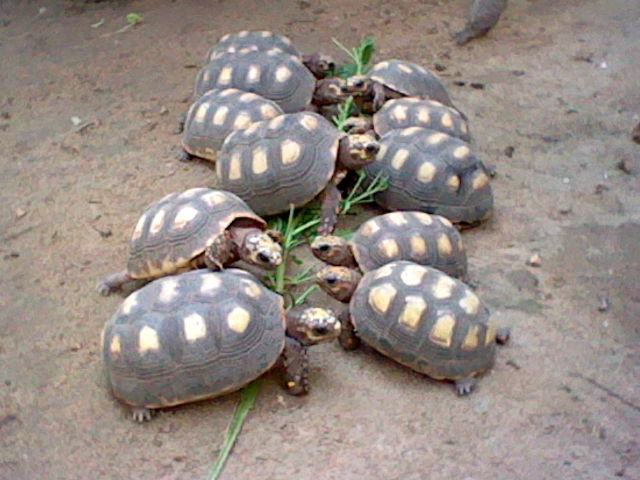
Morrocoy Sabanero Alimentándose en Pivijay, Colombia

La tortuga morrocoy es omnívora; en cautividad se alimenta de una gran variedad de verduras y frutas. Deben ser alimentadas con una mezcla de calcio, hojas, frutas, verduras y flores y una pequeña cantidad de proteína animal. Es importante la variedad de alimentos para una buena nutrición.  
Esta especie de tortugas es muy selectiva en su alimentación, comerán solo lo que les gusta, es recomendable suministrarle variedad en la comida para evitar que se acostumbren a solo comer lo mismo o a que rechacen por siempre ese alimento. Los morrocoy harán su selección natural de las plantas que encuentren a su disposición para comer.     

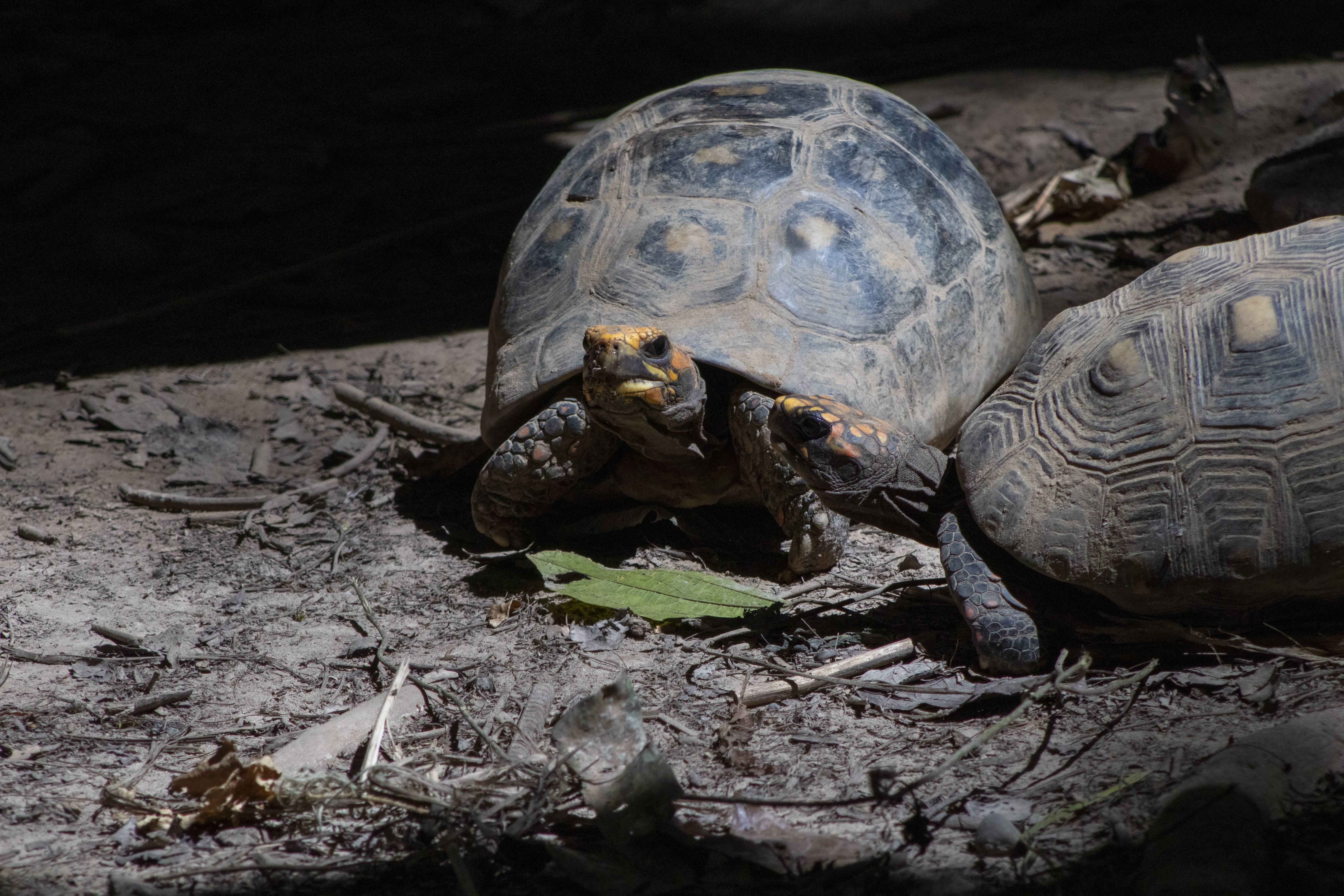
Dos tortugas (Chelonoidis carbonarius) tomando el sol.

El balance dietético para la alimentación de un morrocoy es: 50% de verduras, 30% de plantas, 15% de frutas y 5% de proteína animal. Un listado de los alimentos más recomendados:  
- Verduras: Brócoli, Coliflor, Pepino, Calabaza, Berenjena.
- Plantas: Verdolaga, Escalora, Cilantro, Apio, Acelga, Tréboles, Pétalos de flores (especialmente rojas y amarillas), Dientes de león, Hojas (nabo, parra, guanabana, hibisco), también un alimento común de elección en la naturaleza. (La lechuga no tiene aporte nutricional).
- Frutas: Higo, Manzana, Pera, Melón, Patilla, Lechosa, Mango, Fresas. (El alto contenido de azúcar en las frutas no es beneficioso, por ende se recomiendan bajas cantidades de fruta).
- Proteína animal: invertebrados vivos y carne fresca de lagartijas y peces. (La proteína es mucho más lenta de digerir, de ahí que el porcentaje de incorporación a su dieta es tan bajo).
- Agua: limpia y fresca; a temperatura ambiente. (la producción de saliva para tragar es muy limitada, por lo tanto se recomienda el suministro de agua con la comida)

Entre los alimentos que se deben evitar están: judías, maíz, arroz, guisantes, granos, espinaca, zanahoria, patata, espárragos, calabacín, pimientos, remolacha, tomate, granada, plátano, cambur, melocotón, dátil, uvas, kiwi, albaricoque, champiñones, azúcares (bajo ninguna presentación ni circunstancia), alimentos para otro tipo de mascotas. El consumo de estos alimentos puede ocasionarles obesidad, deficiencias nutricionales e inclusive enfermedades en el hígado.    
Un caparazón liso es el resultado de una buena alimentación, en cambio un caparazón no liso y piramidal es síntoma de una mala alimentación y principalmente falta de calcio.  
Es importante buscar los alimentos más ricos en calcio para su dieta, aunque también se puede incorporar a su comida los suplementos vitaminicos y cálcicos recomendados por los veterinarios.
El suministro de pienso formulado para tortugas no se recomienda como alimento principal, pues no contiene todos los nutrientes necesarios, lo ideal es suministrar una dieta casera y natural y ofrecer el alimento de forma esporádica.

## Conservación
Esta especie de tortuga está en peligro de extinción. Las tortugas morrocoy están protegidas bajo el Apéndice II del Convenio sobre el Tráfico Internacional de Especies en Peligro de Extinción (CITES, por sus siglas en inglés).
En todos los países de su área de distribución, la mayor amenaza para la supervivencia de las tortugas morrocoy es la caza excesiva por el hombre. Muchos ejemplares son recogidos y enviados a diferentes ciudades de América del Sur para ser vendidos como un manjar. De un modo especial, suele emplearse para elaborar un plato típico venezolano llamado pastel de morrocoy el cual es muy consumido especialmente en época de Semana Santa. 
El hecho de que esta tortuga pueda tolerar largos períodos de tiempo sin comida ni agua, de lo contrario una ventaja evolutiva, hace que esta especie sea fácil y rentable para el transporte.

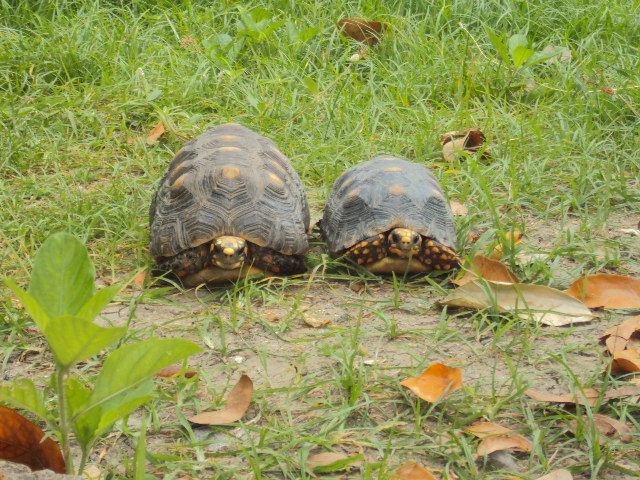
Dos C. carbonarius salvajes en Valencia, Venezuela.

Otra amenaza que sufre C. carbonarius es la pérdida de hábitats y la agricultura. Aunque se ha observado que las tortugas morrocoy pueden vivir en la tierra que se ha convertido a la agricultura, sus densidades son mucho menores que se encuentran en hábitat natural, sin alteraciones. Las tortugas que viven en las tierras agrícolas son mucho más fáciles de localizar, por lo que tasas más altas de caza puede explicar esta diferencia. 
La exportación para el comercio de mascotas también tiene un efecto negativo en las tortugas de patas rojas, aunque es mucho mayor la amenaza a su supervivencia la caza o la pérdida de hábitat. La historia natural de la tortuga roja proporciona dos consecuencias, la susceptibilidad de esta especie a la pérdida de hábitat y la caza excesiva, y la cría en cautividad y la reproducción.  
Los esfuerzos de conservación incluyen el establecimiento y la protección de reservas naturales y parques nacionales, donde las tortugas morrocoy y otros animales están protegidos de la caza.

## Taxonomía

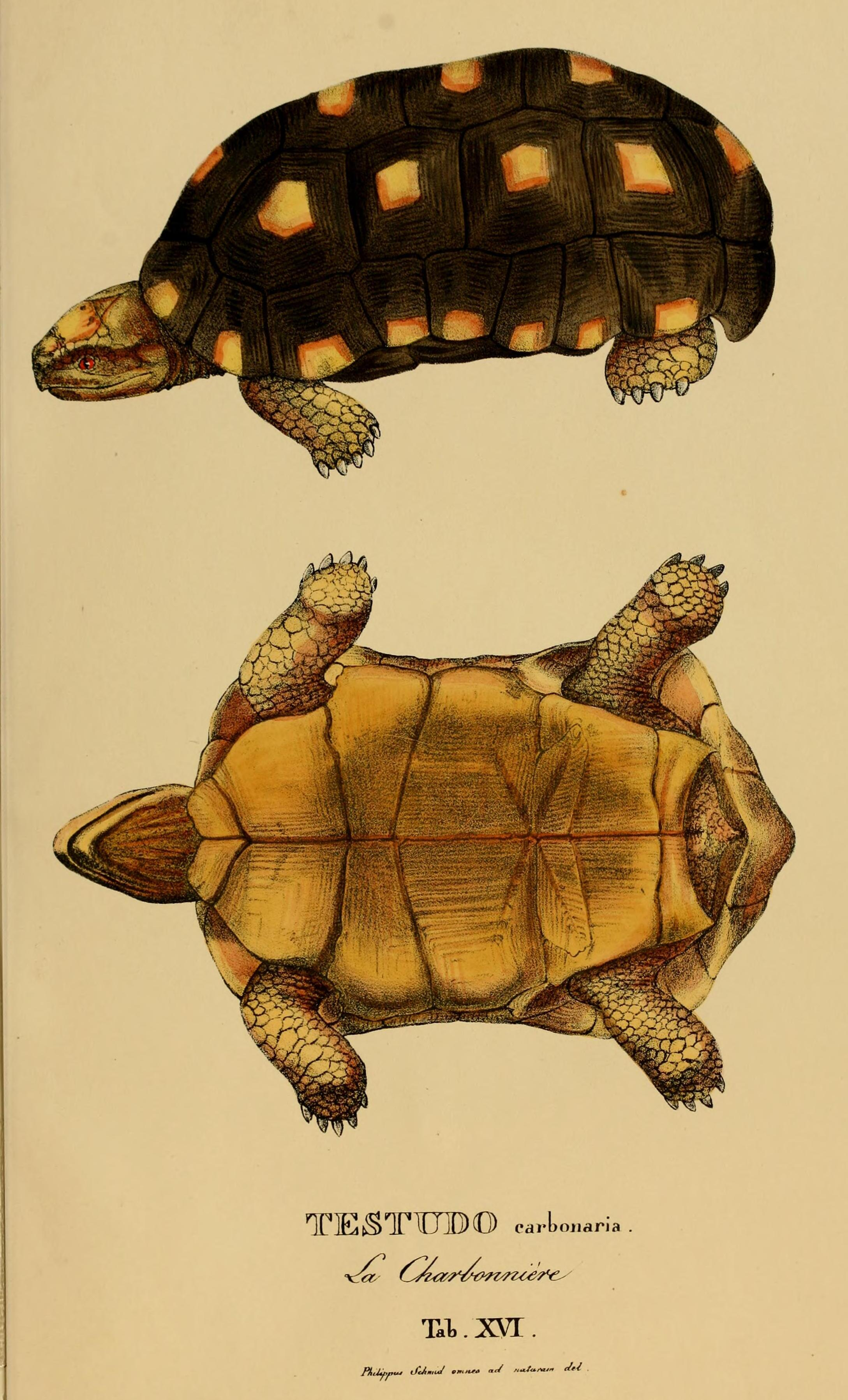
C. carbonaria

La especies fue asignada originalmente al género Testudo, por Spix. En 1835, Leopold Fitzinger usó Geochelone para diferenciar algunas tortugas no mediterráneas, aparentemente en función del tamaño y la falta de características de identificación específicas, como el caparazón con bisagras en las tortugas africanas con bisagras. Usó el término Chelonoidis como un subgénero para la especie de América del Sur. Pocas personas usaron estos términos hasta que fueron resucitados por Hewitt en 1933 y Loveridge y Williams en 1957.
En 1982, Roger Bour y Charles Crumly separaron cada Geochelone en diferentes géneros en función de las diferencias anatómicas, especialmente en los cráneos. Eso resultó en la formación o restauración de varios géneros: Aldabrachelys, Astrochelys, Cylindraspis, Indotestudo, Manouria y Chelonoidis. Chelonoidis se distinguió de otros Geochelone por su ubicación en América del Sur, así como por la ausencia del escudo nucal (el marginal centrado sobre el cuello) y la presencia de un supracaudal grande e indiviso (el escudo o escudos directamente sobre la cola), como así como diferencias en el cráneo.
La especie tiene variedades a lo largo de sus hábitats diferentes. Si bien no existen oficialmente subespecies. 
Según el origen, puede haber hasta siete "fenotipos" de C. carbonarius. La diferencia más evidente es la coloración del plastrón. Desde el norte de la selva amazónica los plastrones son sobre todo pálidos, a menudo con marcas más oscuras bastante distintivas. Desde el sur de la amazonía los plastrones son sobre todo oscuros. 
Grupo nortesegún Pritchard, los tipos son:
- La mayoría de Venezuela y al este. Estos son los "típicos" que la mayoría de las descripciones se basan en, y visto comúnmente como animales domésticos o en las fotos.  Hay variaciones de color dentro de este grupo, los de Guayana Francesa, por ejemplo, suelen tener más amarillo en el hocico y la parte superior de la cabeza.

- Venezuela. Caparazón más claro y sin marcas en el plastrón pálido.

- Oeste de Venezuela a Panamá. La coloración del caparazón es más marrón que el típico negro.

- Formas isleñas, especialmente de la Antillas Menores, pueden tener tamaños más pequeños en general, pero esto puede ser debido a la influencia humana.

Grupo surincluye:
- La región del Gran Chaco, centrado en Bolivia y Paraguay. Estas tortugas son generalmente más grandes que la mayoría "del norte" y los machos carecen de la "cintura de avispa".

- "El noreste de Brasil" la forma que se asemeja a las del "norte", pero es más grande y tiene patrones como rayos en el plastrón sobre todo oscuro.

- Un tipo bien conocido es el llamado "cabeza de cereza" (Cherry head) del sur-este de Brasil (aunque el rango exacto se desconoce). Se pueden identificar por el típico "del sur" plastrón oscuro, así como de colores brillantes, escamas en la cabeza y las extremidades de piel oscura. Los colores son generalmente de color rojo brillante, pero puede ser de color naranja también. Una característica inusual es una nariz ligeramente encorvada. Son muy populares debido a su coloración única y se consideran más resistentes y tolerantes al frío. Algunos parecen alcanzar la madurez sexual a un tamaño más pequeño y pueden permanecer más pequeños, pero la mayoría parecen ser de tamaño medio o grande.